# كمسري
الكمسري أو الكُمساريّ أو الجابي هو موظف السكك الحديدية المختص بتحصيل تذاكر الركاب والمسئول عن كافة المهام التي لا تندرج تحت تشغيل القطار من النواحي التقنية. فهو مسئول عن سلامة الركاب وكل ما يتعلق بأمورهم طالما كانوا على متن القطار.
وتتجاوز مهام مهام الكمسري مفهوم محصل التذاكر لتتضمن الآتي
- متابعة مواعيد الوصول والمغادرة
- الإشراف على عملية شحن وإفراغ السيارات والبضائع
- أداء الإجراءات اللازمة وملأ الأوراق والاستمارات الروتينية
- تطبيق لوائح الأمان اللازمة على القطار
- التحكم في حركة القطار إذا تحرك إلى الخلف.
- تعشيق عربات القطار أو فصلها
- المعاونة في تحضير الوحدات والعربات المنفصلة لتكوين قطار setting out or picking up of معدات متحركة في السكك الحديدية
- إجراء الإصلاحات الخفيفة والطارئة
- خدمة الركاب وتحصيل التذاكر
- فتح وإغلاق أبواب القطار